# Ваньо Вълчев
Ваньо Вълчев е български поет, писател, театрал, кино и телевизионен режисьор и журналист.

## Биография
Роден е на 28 септември 1937 г. в София. Прекарва детството си в село до Горна Оряховица. Получава гимназиалното си образование в Свищов. Завършва Софийския университет. Работи като учител и възпитател в Каблешково, област Бургас, а след това е кореспондент на Българска национална телевизия в Бургас. Работи в Профсъюзния дом на културата и участва в Работнически сатиричен театър в Бургас. Води предаването „Неделна мозайка“ по телевизия „Скат“. Съосновател и председател на дружеството „Български писател“ в Бургас. Той е сред учредителите на сдружението „Бургаска писателска общност“.
През 2016 г. получава наградата „Златен Пегас“ за цялостно творчество и принос в развитието на бургаската и националната литература. Автор е на текстовете на песните „Телефонна любов“, „А дали е така?“, „Огън от любов“ и други.
Почетен гражданин на Бургас (2002).
Негов син е писателят и сценарист Ивайло Вълчев.